# Ibis amerykański
Ibis amerykański (Plegadis chihi) – gatunek dużego ptaka z rodziny ibisów (Threskiornithidae), zamieszkujący Amerykę Północną i Południową. Nie jest zagrożony.
TaksonomiaJest to gatunek monotypowy (nie wyróżnia się podgatunków). Jest blisko spokrewniony z ibisem kasztanowatym (P. falcinellus), za którego podgatunek był dawniej uznawany. W niewoli odnotowano krzyżowanie się między nimi, ale na wolności, w wąskim pasie współwystępowania tych gatunków na południu Luizjany krzyżowania nie stwierdzono.
MorfologiaU dorosłych ptaków dziób czerwonawy, nogi brązowe. Upierzenie kasztanowate, z zielonawym połyskiem na wierzchu ciała (połysk tylko w sezonie lęgowym). Długość ciała 46–66 cm; masa ciała: samce 563–807 g, samice 433–677 g.
Zasięg występowaniaWystępuje plamowo od południowo-zachodniej Kanady (południowa część prowincji Alberta) przez środkowe, zachodnie i południowe USA do środkowego Meksyku. Zimuje na południe od zasięgu letniego aż po Salwador. Osiadła populacja występuje też w południowo-środkowej części Ameryki Południowej – od południowo-wschodniej Boliwii, Paragwaju i południowej Brazylii po środkowe Chile i środkową Argentynę.
Ekologia i zachowanieZamieszkuje głównie słodkowodne mokradła i tereny zalewowe. Spotykany najczęściej samotnie lub w małych grupach. Lot przeplatany szybowaniem. W skład jego diety wchodzą głównie bezkręgowce, takie jak dżdżownice, raki, owady i ich larwy. Zjada także kręgowce: ryby, żaby czy drobne gryzonie.
Wyprowadza jeden lęg w sezonie. Gniazdo buduje na ziemi, krzewie lub niskim drzewie nad wodą. W lęgu 3–5 jaj. Wysiadują oboje rodzice przez 17–21 dni, oboje też zajmują się karmieniem piskląt.
StatusIUCN uznaje ibisa amerykańskiego za gatunek najmniejszej troski (LC, Least Concern) nieprzerwanie od 1988 roku. W 2020 roku organizacja Partners in Flight szacowała liczebność światowej populacji lęgowej na około 7,2 miliona osobników, z czego 1,3 miliona w USA i Kanadzie. Trend liczebności populacji uznawany jest za wzrostowy.